# إيمي شيل
إيمي شيل (بالألمانية: Immy Schell)‏ (و. 1935 – 1992 م) هي ممثلة نمساوية، ولدت في فيينا، توفيت في فيينا، عن عمر يناهز 57 عاماً، بسبب ذات الرئة.

## وصلات خارجية
- إيمي شيل على موقع IMDb (الإنجليزية)
- إيمي شيل على موقع روتن توميتوز (الإنجليزية)
- إيمي شيل على موقع أول موفي (الإنجليزية)
- إيمي شيل على موقع قاعدة بيانات الأفلام السويدية (السويدية)
- إيمي شيل على موقع قاعدة بيانات الفيلم (الإنجليزية)